# André Jolly
André-Edouard Jolly (født 13. april 1799 i Bruxelles, død 3. december 1883 sammesteds) var en belgisk baron, generalløjtnant og medlem af den provisoriske belgiske regering under den belgiske revolution i 1830.
Efter at have gået i skole på W. Browns akademi afsluttede han sin skolegang på det kejserlige gymnasium i Bruxelles. Den 9. november 1815 startede han på ingeniør og artilleriskolen i Delft og blev tre år senere sekondløjtnant. Han fik et års ansættelse som assistent ved skolen, herefter var han udstationeret i Dendermonde, Bruxelles og Nijmegen. 
Da han giftede sig i 1823 forlod han hæren og bosatte sig i Bruxelles, hvor han med en vis succes helligede sig kunsten. I 1829 og starten af 1830 udstillede han sine værker i Gent, Liège og Bruxelles.
Under de første revolutionære omvæltninger i 1830 blev han udnævnt til officer i 3. sektion af borgervæbningen. Fra den 23. september spillede Jolly en af de fremtrædende roller idet han blev medlem af den provisoriske belgiske regering. Han beklædte posten som krigsminister frem til 26. februar 1831. 
Derefter vendte han tilbage til kunstens verden. Senere blev han generalløjtnant af reserven. 